# Offenbach (huyện)
Offenbach là một huyện (Kreis)ở phía nam của Hesse, Đức. Các huyện giáp ranh là: Main-Kinzig, Aschaffenburg, Darmstadt-Dieburg, Groß-Gerau và các thành phố Darmstadt, Frankfurt và Offenbach.

## Lịch sử
Offenbach được lập lần đầu vào năm 1832 khi Landratsbezirke Langen (một phần), Seligenstadt và Offenbach được sáp nhập. Năm 1852, khu vực huyện này được mở rộng về phía tây còn một số khu vực phía nam được chuyển sang huyện district Dieburg. Năm 1938, khu vực sân bay Frankfurt được chuyển vào huyện, còn thành phố Offenbach được tách khỏi huyện. Tuy nhiên, chính quyền huyện vẫn đóng ở Offenbach.
Sau hai lần thay đổi nhỏ vào năm 1942 và 1974, 1977, huyện có ranh giới như ngày nay. Năm 2002, huyện lỵ được chuyển từ Offenbach sang Dietzenbach.

## Địa lý
Một phần lớn của huyện được đô thị hóa này có rừng. Sông Main tạo thành một phần ranh giới phía bắc huyện.

## Thị xã và đô thị
| Thị xã                                                                                  |                                                        | Đô thị                                 |
| --------------------------------------------------------------------------------------- | ------------------------------------------------------ | -------------------------------------- |
| 1. Dietzenbach 2. Dreieich 3. Heusenstamm 4. Langen 5. Mühlheim am Main 6. Neu-Isenburg | 1. Obertshausen 2. Rodgau 3. Rödermark 4. Seligenstadt | 1. Egelsbach 2. Hainburg 3. Mainhausen |